# Tropasteron cooki
Tropasteron cooki là một loài nhện trong họ Zodariidae.
Loài này thuộc chi Tropasteron. Tropasteron cooki được B.C.Baehr miêu tả năm 2003.